# True crime (genere)
True Crime è il termine inglese, recentemente entrato in uso anche in Italia, per la cronaca nera raccontata con le modalità tipiche dell’intrattenimento, di cui condivide in gran parte anche gli scopi. Può coinvolgere differenti tipi di comunicazione, dai supporti cartacei come opuscoli (un tempo illustrati), libri e riviste (generaliste o monotematiche) alle trasmissioni radiofoniche e serie televisive, a video e audio on demand. Molti commentatori hanno sottolineato che proprio la diffusione di serie e podcast ha determinato negli ultimi anni una crescita esponenziale di tali contenuti. Considerato a lungo un prodotto culturale trash, il true crime ha però in qualche caso acquisito la considerazione della cultura accademica, per esempio con romanzi come A sangue freddo di Truman Capote e L’avversario di Emmanuel Carrère. 

## La crescita iperbolica degli ultimi anni
Fra i prodotti culturali che, in primo luogo negli Stati Uniti, hanno maggiormente contribuito alla impennata del genere true crime si possono citare, ad esempio, la miniserie The Jinx: The Life and Deaths of Robert Durst del 2015, oppure  la serie prodotta da Netflix nel 2016 Making a murderer, . 
In Italia, nel 2022, la serie Netflix "Dahmer", incentrata sull’omonimo serial killer, conta più di 1 miliardo di ore visualizzate.
Il True Crime sembra essere particolarmente congeniale ai creatori di contenuti online. Già nel 2014, negli Stati Uniti, il podcast Serial ha raggiunto 5 milioni di download su iTunes, più velocemente di qualunque altro podcast su qualunque argomento . Al terzo posto mondiale tra i podcast più ascoltati su Spotify c’è Crime Junkie, podcast nato nel 2017 . Una  statistica  del Pew Research Center, condotta nel 2022 su 5132 adulti americani, rivela che il 34% degli ascoltatori di podcast segue regolarmente contenuti di True Crime, con una predominanza femminile (quasi il doppio degli uomini). Inoltre, i dati mostrano che gli ascoltatori di True Crime tendono a essere più giovani (43% sotto i 30 anni) e con un livello di istruzione generalmente più basso.

## Storia del True Crime
Le prime pubblicazioni che riguardano crimini sensazionali nascono in Gran Bretagna, fra XVII e XVIII secolo  più o meno contemporaneamente alla nascita e allo sviluppo della stampa periodica e probabilmente favorite degli stessi fattori: il perfezionamento delle tecniche di stampa e la espansione della borghesia che amplia il pubblico di coloro che sapevano leggere . Si tratta di pubblicazioni effimere, fascicoletti di poche pagine o anche fogli singoli,  i fatti potevano essere narrati in prosa ma anche con ballate in versi, probabilmente destinate a essere cantate nei mercati e nelle fiere. Oppure sono fogli singoli con l’immagine di un malfattore che venivano affissi ai muri. Il tono delle narrazioni variava dal sensazionalismo al didascalico, condannando moralisticamente i crimini, ma anche cercando di esplorare le motivazioni dietro le azioni dei criminali. Secondo Pamela Burger, questi scritti, pur nella loro natura sensazionalista,e questo ne giustifica il successo presso tutte le classi subordinate.
Nel XIX secolo, le storie di crimini diventano parte integrante delle cronache giornalistiche, attirando l'attenzione anche di letterati come Charles Dickens (che scrisse A Visit to Newgate nel 1836) e William Thackeray (Going to See a Man Hanged, 1840). Il caso più emblematico di questo periodo è quello di L'assassinio come una delle belle arti di Thomas de Quincey  che paragona gli effetti del delitto alla teoria del sublime di Kant. Tra l’Ottocento e il Novecento le persone smisero di assistere alle pubbliche esecuzioni ma finirono per seguire con sempre maggior interesse, attraverso i giornali, i processi e le indagini  . Già nel 1811 il mistero degli omicidi di Ratcliff Highway appassionò il pubblico inglese  Negli Stati Uniti il processo di Lizzie Borden del 1892, destò tanta attenzione quanto quello di O.J. Simpson un secolo più tardi.